# Southeastern Louisiana Lions

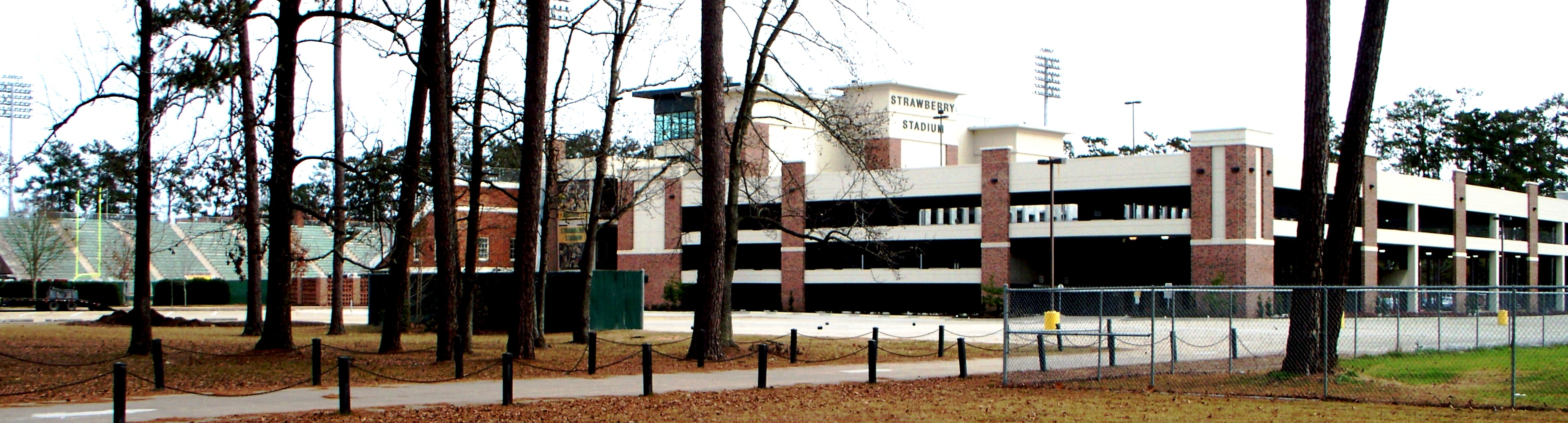
Strawberry Stadium.

Southeastern Louisiana Lions (español: los leones del Sudeste de Luisiana) es el nombre de los equipos deportivos de la Universidad del Sudeste de Luisiana, situada en Hammond, Luisiana. Los equipos de los Lions participan en las competiciones universitarias organizadas por la NCAA, y forman parte de la Southland Conference desde 1997.

## Programa deportivo
Los Lions compiten en 6 deportes masculinos y en 7 femeninos:
| - Masculino - Baloncesto - Fútbol americano - Golf - Atletismo - Cross - Béisbol | - Femenino - Cross - Voleibol - Baloncesto - Atletismo - Fútbol - Softball - Tenis |

## Instalaciones deportivas
- University Center es el pabellón donde disputan sus partidos los equipos de baloncesto y voleibol. Tiene una capacidad para 7.500 espectadores, y fue inaugurado en 1982.[1]
- Strawberry Stadium, es el estadio donde disputa sus encuentros el equipo de fútbol americano. Fue inaugurado en 1937, y el terreno de juego fue renovado completamente en 2003. En 2012 adquirieron la superficie que había sido utilizada en el Mercedes-Benz Superdome. Tiene una capacidad para 7.408 espectadores.[2]